# Paul Deutsch (Ökonom)
Paul Deutsch (* 4. Februar 1901 in Rybnik; Kreis Rybnik; † 19. Juni 1977 in Istanbul) war ein deutscher Betriebswirt.

## Leben
Deutsch studierte in Leipzig Recht und Wirtschaft bis zur Promotion 1924 über das Montangebiet in Oberschlesien. Bei Hermann Großmann habilitierte er sich 1928 über Konjunkturprobleme aus betrieblicher Sicht. 1931 erhielt er eine außerordentliche Professur an der Handelshochschule Leipzig, 1938 einen Lehrstuhl für Warenhandel und Werbung. Im November 1933 hatte er das Bekenntnis der Professoren an den deutschen Universitäten und Hochschulen zu Adolf Hitler unterzeichnet. Zum 1. März 1934 war er der NSDAP beigetreten (Mitgliedsnummer 3.401.060), er gehörte auch der SA an. 1938 bis 1939 war er ein linientreuer Rektor der Handelshochschule Leipzig. Daneben hatte er einen Lehrauftrag am Herder-Institut Riga inne. 1941 ging er an die Wirtschaftshochschule Berlin und gründete ein Institut für Verkehrswesen. Nach dem Zweiten Weltkrieg arbeitete er freiberuflich, weil er als aktiver Nationalsozialist keine Berufung finden konnte. 1952 nahm er eine Professur an der Universität Istanbul an und wurde 1954 mit einem ordentlichen Lehrstuhl für Betriebswirtschaft an die Universität Münster berufen. 1955 gründete er dort ein Institut für Exportwirtschaft. Deutsch ist ein Pionier der Marktforschung.

## Einzelbelege
1. ↑  Bundesarchiv R 9361-IX KARTEI/6120479
2. ↑  Peter Mantel: Betriebswirtschaftslehre und Nationalsozialismus, 2009, S. 673
3. ↑  IG Geschichte der Handelshochschule Leipzig. Abgerufen am 3. August 2017.

| Personendaten    | Personendaten          |
| ---------------- | ---------------------- |
| NAME             | Deutsch, Paul          |
| KURZBESCHREIBUNG | deutscher Betriebswirt |
| GEBURTSDATUM     | 4. Februar 1901        |
| GEBURTSORT       | Rybnik, Kreis Rybnik   |
| STERBEDATUM      | 19. Juni 1977          |
| STERBEORT        | Istanbul               |